# شبانان خورشید
شبانان خورشید (آلمانی: Wodaabe - Die Hirten der Sonne) فیلمی در ژانر مستند به کارگردانی ورنر هرتسوک است که در سال ۱۹۸۹ منتشر شد. از بازیگران آن می‌توان به ورنر هرتسوک اشاره کرد.